# Quehache
Quehache (Kehače; Cehach; pl. Cehaches), jedno od starih Mayanskih plemena koji su u 17. stoljeću živjeli na jugu Yucatana, u susjedstvu Itzá, na području današnjeg Peténa u Gvatemali. 
Prije nego što je Martín de Ursúa 1697. pokorio Itze, ova dva plemena je zbog pokrštavanja posjetio, u dva ili tri navrata, Andrés de Avendaño y Loyola.